# Maschio, femmina, fiore, frutto
Maschio, femmina, fiore, frutto (riedito col titolo La ragazza superstar) è un film commedia musicale del 1979, il primo diretto da Ruggero Miti. Si tratta dell'unico film girato da Anna Oxa.

## Trama
Due fratelli gemelli nati in una provincia del sud e con la passione del canto e del ballo decidono di lasciare il loro paese natio e trasferirsi a Roma, nella speranza di trovare il successo. Si perderanno invece di vista per poi ritrovarsi dopo diverse vicissitudini quando verranno notati da un produttore e gli saranno assegnate delle cose da fare insieme.

## Produzione
Nel film, girato e ambientato a Bari, città di nascita della cantante, e poi a Roma, debuttano Antonio Petrocelli e Paola Rinaldi. Partecipa anche Jimmy il Fenomeno, originario di Lucera. Le musiche originali sono di Ivano Fossati per le Edizioni musicali RCA.